# Ja'akov Dori
Ja'akov Dori (hebrejsky: יעקב דורי, rodným jménem Ja'akov Dostrovsky, rusky: Яков Достровский; 8. října 1899, Oděsa – 22. ledna 1973, Haifa) byl izraelský generál a první náčelník Generálního štábu Izraelských obranných sil.

## Biografie
Narodil se v Oděse v tehdejším carském Rusku (dnešní Ukrajina). Společně s rodiči emigroval roku 1905 po protižidovském pogromu v Oděse do osmanské Palestiny. Po ukončení střední školy v Haifě se zapsal do Židovských legií, což byla součást britské armády během první světové války. Později vstoupil do Hagany a přijal krycí jméno Dan. Během služby v Haganě byl velitelem v Haifě. V roce 1929 se oženil s Badanou Pintovou, která rovněž pocházela z Ukrajiny.
Roku 1939 byl jmenován náčelníkem štábu Hagany a tuto pozici zastával až do roku 1946. Jeho úkolem bylo transformovat Haganu z obranné organizace v klasickou armádu. V letech 1946 až 1947 se rovněž účastnil židovských delegací, které se pokoušely získat zbraně od Spojených států amerických.
Když byly v květnu 1948 založeny Izraelské obranné síly, stal se jejich prvním náčelníkem Generálního štábu. Avšak navzdory jeho dobrému velení a organizačním schopnostem trpěl zdravotními obtížemi a měl potíže s velením jednotkám během izraelské izraelské války za nezávislost, a tak byl nucen spoléhat na svého zástupce Jigaela Jadina. Ve funkci setrval až do 9. listopadu 1949, kdy armádu opustil. Ve funkci náčelníka štábu jej nahradil Jadin.
I poté, co armádu opustil, nepřestal nosit důstojnický odznak. Následně byl jmenován předsedou vědecké rady při kanceláři premiéra Davida Ben Guriona. Později se stal prezidentem Technionu v Haifě a tuto pozici zastával až do roku 1965.
Jeho syn Jerachmiel Dori sloužil jako velitel u ženistů. Jeho dcera Etana Padan je biochemička a profesorka mikrobiologické ekologie na Hebrejské univerzitě v Jeruzalémě.